# Xscape (Album)
Xscape ist das zweite und bisher letzte postume Studioalbum des 2009 verstorbenen US-amerikanischen Sängers Michael Jackson. Es wurde am 9. Mai 2014 von Epic Records und MJJ Music veröffentlicht und enthält acht überarbeitete, bislang unveröffentlichte Songs, die ursprünglich zwischen 1980 und 1999 aufgenommen wurden. Die Deluxe-Version des Albums enthält zusätzlich die acht Songs in der Originalversion, einen Bonustrack mit Justin Timberlake und eine Dokumentation auf DVD. Am 2. Mai 2014 wurde als erste Single Love Never Felt So Good veröffentlicht. Das Album wurde in Deutschland mit der Goldenen Schallplatte für 100.000 verkaufte Einheiten ausgezeichnet.

## Entstehung

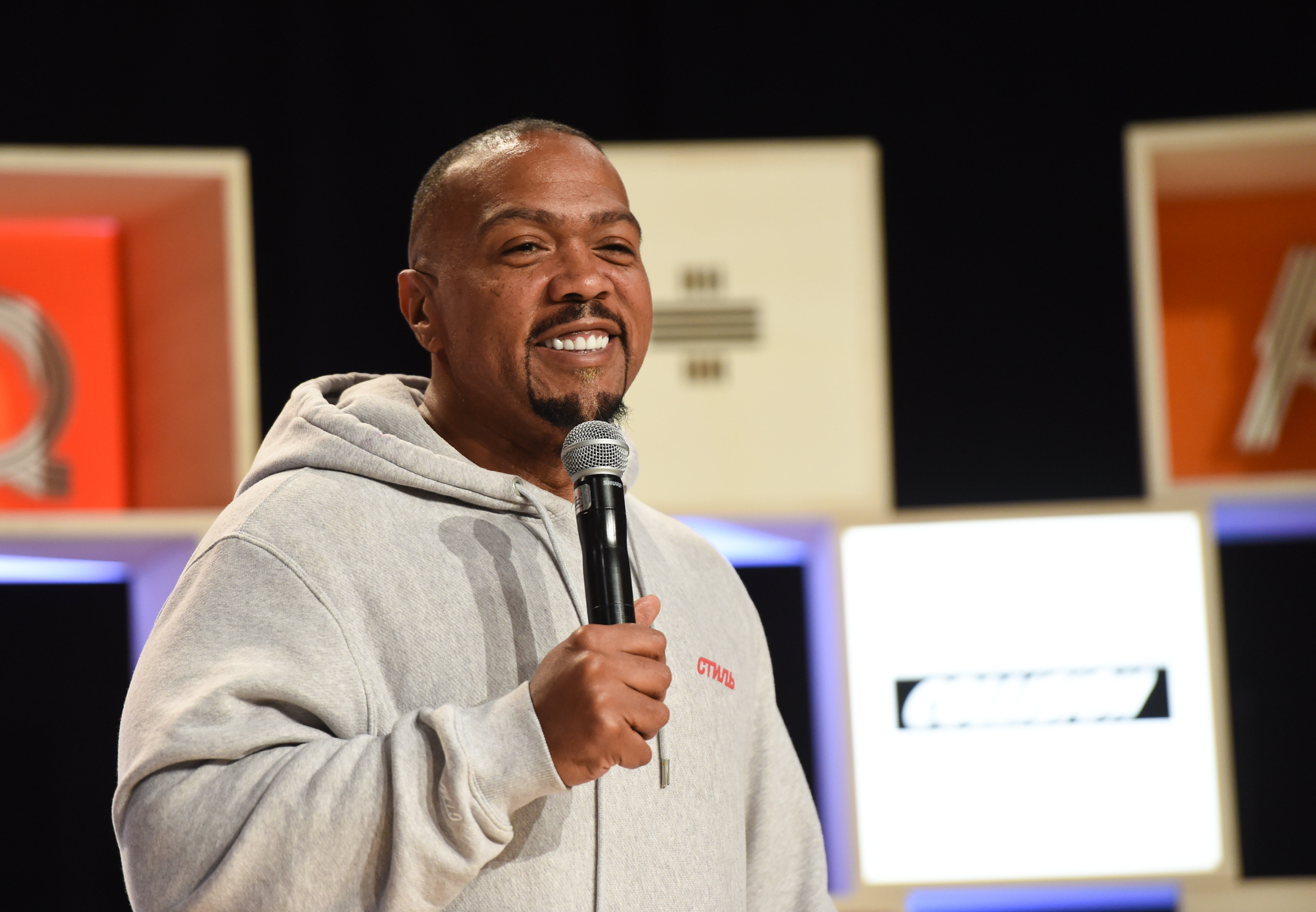
Timbaland, einer der Produzenten des Albums

Die Stücke wurden von L.A. Reid, dem damaligen Epic-Chef, ausgewählt und an ein Team namhafter Produzenten übergeben. Timbaland übernahm die kreative Leitung der neuen Versionen. Ziel war es, Jacksons Gesang und ursprüngliche Vision zu respektieren, aber die Songs modern und radiotauglich zu gestalten. Zum Beispiel wurde der gleichnamige Titelsong Xscape ursprünglich 1999 mit Rodney Jerkins aufgenommen und 2014 vom selben Produzenten neu interpretiert.
Bei der Benennung seiner Studioalben griff Jackson seit 1982 stets auf Lieder zurück, deren Titel aus nur einem Wort bestehen (Thriller, Bad, Dangerous, Invincible); laut Reid sollte dies auch für das neue Projekt gelten, weshalb der Song Xscape zum Namensgeber des neuen Albums wurde.

## Veröffentlichung

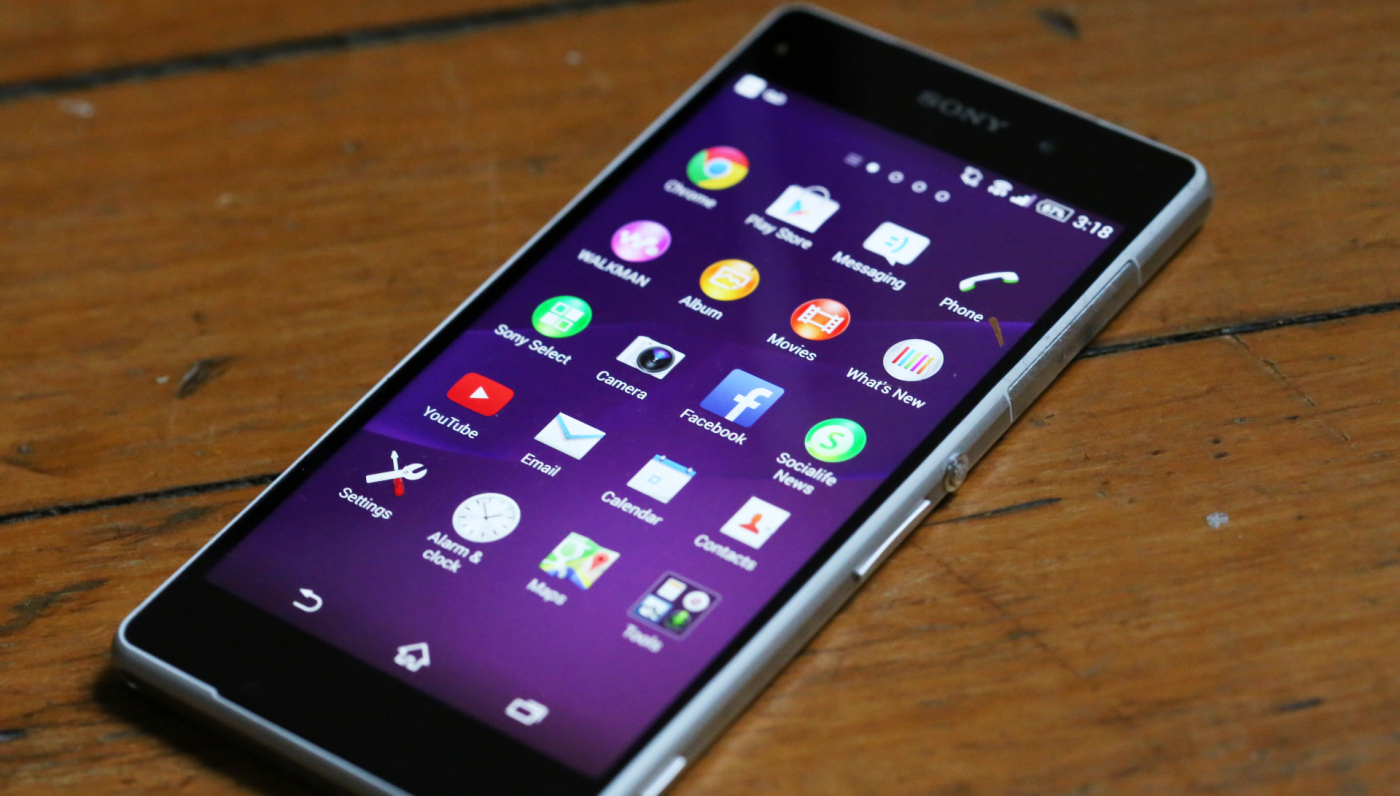
Sony Xperia Z2, Teil der Werbekampagne des Albums

Am 31. März 2014 wurde die Veröffentlichung für Mai angekündigt.
Am selben Tag wurde das Album in Knightsbridge Vertretern britischer Medien vorgespielt. Eingeladen waren unter anderem Sky News, The Daily Telegraph und The Guardian. Die Journalisten, die zuvor jegliche elektronischen Geräte abgeben mussten, durften das Album einmal hören, die Liedtitel wurden jedoch geheim gehalten. Kurz vor der Veröffentlichung wurde der gleiche Prozess in New York City und München wiederholt.
Xscape wurde von mehreren Unternehmen der Sony Group unterstützt. So wurde zum Beispiel Slave to the Rhythm in der Sony-Werbekampagne für das Handy Xperia Z2 verwendet.

## Covergestaltung
Das Albumcover von Xscape wurde von Mat Maitland entworfen, einem Designer des Londoner Studios Big Active, der zuvor mit Künstlern wie Goldfrapp und Beck gearbeitet hatte. Maitland Ziel war ein modernes Bild, das Jackson als zeitlose Ikone zeigt, als ob es sich um ein aktuelles Album handeln würde. Grundlage war ein bisher unveröffentlichtes Foto von 1997, das bei einem Shooting für Blood on the Dance Floor entstanden war.
Ein alternatives Motiv vom Streetart-Künstler Mr. Brainwash (Thierry Guetta) wurde als Faltposter der Deluxe-Version beigelegt und vereinzelt als Promo-Plakat eingesetzt.

## Stil und Inhalt
Xscape enthält Elemente aus Urban Pop, zeitgenössischem R&B, Funk und Electronica; auch Trap-Elemente sind erkennbar. Das Album mischt klassische Jackson-Merkmale wie mehrstimmigen Gesang, Beatboxing, Groove mit bassbetontem, zeitgenössischem Sounddesign.
Das gleichnamige Lied Xscape wurde von 1999 bis 2001 für Jacksons Album Invincible aufgezeichnet.
Das Lied Love Never Felt So Good kombiniert Disco-Retro-Sound mit modernen Beats. Eine zusätzliche Version enthält ein Duett mit Justin Timberlake.

## Kritiken
Die Kritiken waren gemischt bis positiv. 
Auf der Seite Metacritic.com erhielt das Album 65 von 100 möglichen Punkten („generally favorable“, „im Wesentlichen positiv“), basierend auf 19 englischsprachigen Kritiken.
Tatjana Kerschbaumer schrieb im Tagesspiegel, die Produktion orientiere sich stark an heutigen Hörgewohnheiten und sei deutlich auf Radiotauglichkeit und Clubwirkung zugeschnitten. Dadurch gehe der ursprüngliche Charakter der Demos teilweise verloren. Dies treffe besonders auf den Titelsong Xscape zu, welcher im Vergleich zu anderen Stücken schwach wirke. Die Veröffentlichung sei ein Beispiel für die posthume Verwertung musikalischer Hinterlassenschaften, bei der kommerzielle Erwägungen im Vordergrund stehen. Zugleich lobt Kerschbaumer aber den Soul, das Gefühl, Jacksons Stimme, die starken Bässe sowie den schnellen Rhythmus und nennt das Album ohrwurmverdächtig.

## Titelliste

### Standard-Version
|    | Titel                               | Autor(en)                                                          | Produzent(en)                                                                                     | Länge | Geplante Veröffentlichung |
| -- | ----------------------------------- | ------------------------------------------------------------------ | ------------------------------------------------------------------------------------------------- | ----- | ------------------------- |
| 1. | Love Never Felt So Good             | Michael Jackson, Paul Anka                                         | Michael Jackson, Paul Anka, John McClain, Giorgio Tuinfort                                        | 3:54  |                           |
| 2. | Chicago                             | Cory Rooney                                                        | Michael Jackson, Cory Rooney, Timbaland, Jerome Harmon (Co-Produzent)                             | 4:05  | Invincible                |
| 3. | Loving You                          | Michael Jackson                                                    | Michael Jackson, Timbaland, Jerome Harmon (Co-Produzent)                                          | 3:15  | Bad                       |
| 4. | A Place with No Name                | Michael Jackson, Dewey Bunnell, Dr. Freeze                         | Michael Jackson, Dr. Freeze, Stargate                                                             | 5:35  | Invincible                |
| 5. | Slave to the Rhythm                 | L.A. Reid, Babyface, Daryl Simmons, Kevin Roberson                 | L.A. Reid, Babyface, Timbaland, Jerome Harmon (Co-Produzent)                                      | 4:15  | Dangerous                 |
| 6. | Do You Know Where Your Children Are | Michael Jackson                                                    | Michael Jackson, Timbaland, Jerome Harmon (Co-Produzent)                                          | 4:36  | Bad, Dangerous            |
| 7. | Blue Gangsta                        | Michael Jackson, Dr. Freeze                                        | Michael Jackson, Dr. Freeze, Solomon Logan, Daniel Jones, Timbaland, Jerome Harmon (Co-Produzent) | 4:14  | Invincible                |
| 8. | Xscape                              | Michael Jackson, Rodney Jerkins, Fred Jerkins III, LaShawn Daniels | Michael Jackson, Rodney Jerkins                                                                   | 5:44  | Invincible                |

### Deluxe-Version
Die Deluxe-Version beinhaltet neben den acht bearbeiteten Titeln der Standard-Version zusätzlich die acht Originalversionen sowie einen zusätzlichen Song:
|     | Titel                                                 | Autor(en)                                                          | Produzent(en)                  | Länge | Geplante Veröffentlichung |
| --- | ----------------------------------------------------- | ------------------------------------------------------------------ | ------------------------------ | ----- | ------------------------- |
| 9.  | Love Never Felt So Good (Originalversion)             | Michael Jackson, Paul Anka                                         | Michael Jackson, Paul Anka     | 3:54  |                           |
| 10. | Chicago (Originalversion)                             | Cory Rooney                                                        | Michael Jackson, Cory Rooney   | 4:05  | Invincible                |
| 11. | Loving You (Originalversion)                          | Michael Jackson                                                    | Michael Jackson                | 3:15  | Bad                       |
| 12. | A Place with No Name (Originalversion)                | Michael Jackson, Dewey Bunnell, Dr. Freeze                         | Michael Jackson, Dr. Freeze    | 5:35  | Invincible                |
| 13. | Slave to the Rhythm (Originalversion)                 | L.A. Reid, Babyface, Daryl Simmons, Kevin Roberson                 | L. A. Reid, Babyface           | 4:15  | Dangerous                 |
| 14. | Do You Know Where Your Children Are (Originalversion) | Michael Jackson                                                    | Michael Jackson                | 4:36  | Bad, Dangerous            |
| 15. | Blue Gangsta (Originalversion)                        | Michael Jackson, Dr. Freeze                                        | Michael Jackson, Dr. Freeze    | 4:14  | Invincible                |
| 16. | Xscape (Originalversion)                              | Michael Jackson, Rodney Jerkins, Fred Jerkins III, LaShawn Daniels | Michael Jackson, Rodey Jerkins | 4:04  | Invincible                |
| 17. | Love Never Felt So Good (mit Justin Timberlake)       | Michael Jackson, Paul Anka                                         | Michael Jackson, Paul Anka     | 4:05  |                           |

## Erfolg
Das Album wurde weltweit rund 1,8 Millionen Mal verkauft, davon 125.000 Mal in Deutschland.
| ChartsChartplatzierungen       | Höchstplatzierung | Wochen |
| ------------------------------ | ----------------- | ------ |
| Deutschland (GfK)              | 2 (17 Wo.)        | 17     |
| Österreich (Ö3)                | 2 (13 Wo.)        | 13     |
| Schweiz (IFPI)                 | 2 (19 Wo.)        | 19     |
| Vereinigtes Königreich (OCC)   | 1 (20 Wo.)        | 20     |
| Vereinigte Staaten (Billboard) | 2 (23 Wo.)        | 23     |